# Festuca diclina
Festuca diclina är en gräsart som beskrevs av S.J. Darbyshire. Festuca diclina ingår i släktet svinglar, och familjen gräs. Inga underarter finns listade i Catalogue of Life.